# Susana Mayo
Susana Mayo (Buenos Aires, 2 de abril de 1939-27 de julio de 2016) fue una actriz de cine y televisión. Estuvo casada con el actor y comediante Joe Rígoli.

## Carrera profesional
Susana Mayo comenzó su labor artística a los 6 años, integrando el elenco infantil del Teatro Labardén. Años más tarde se formó en la Escuela Superior de Música y Artes Escénicas de Buenos Aires y luego se perfeccionó con Lee y John Strasberg, creadores del Actor´s Studio.
En cine, debutó como extra en el film Ensayo final (1955) con Alberto Closas. Luego, inició una variada carrera en la pantalla grande que incluye títulos como Salitre con Enzo Viena, La patota de Daniel Tinayre con Mirtha Legrand y José Cibrián, Escala musical con Osvaldo Miranda y Beatriz Taibo, El novicio rebelde junto a Joe Rígoli y Haydée Padilla, Un guapo del 900 de Leopoldo Torre Nilsson, con Alfredo Alcón, Simplemente una rosa con Leonardo Favio, Placeres conyugales con Luis Sandrini y Ana María Campoy y Sur de Pino Solanas, con Miguel Ángel Solá y Susú Pecoraro, entre otros. En España filmó Concursante con Leonardo Sbaraglia y A la legión le gustan las mujeres... y a las mujeres, les gusta la legión con Fernando Sancho. Fue la única actriz nacional que participó en la coproducción argentino-estadounidense No exit (A puerta cerrada) dirigida por Pedro Escudero, estrenada en 1962, basada en la obra teatral de Jean Paul Sartre.
Entre sus numerosos trabajos teatrales se encuentran El volar es para las mariposas (unipersonal en el que también fue autora y directora), Recuerdo del viejo Buenos Aires con Niní Marshall, Raúl Lavié y Aída Luz, La aventura (nominada por la Asociación de Críticos Teatrales de Nueva York por su trabajo en el Teatro IATI del off-Broadway), La navaja en la carne de Plinio Marcos, entre otros. En Madrid presentó numerosos espectáculos, entre ellos Todas tenemos la misma historia de Darío Fo y Cara al sol con la chaqueta nueva junto a Perla Cristal y Valeriano Andrés, que fue todo un éxito en el Teatro Valle Inclán.
En televisión, participó en los programas Usted y Landriscina junto a Luis Landriscina, Guido Gorgatti y Tina Serrano, Casino con Osvaldo Miranda, Elizabeth Killian y Andrés Percivale, Esto es teatro con Darío Vittori, Gabriela Gili y Enrique Liporace, la inolvidable telenovela El amor tiene cara de mujer y en Alta comedia compartiendo un episodio con Antonio Grimau, Eva Franco, Gabriela Gili y Silvio Soldán. En España trabajó en los ciclos Ficciones y Teatro Latinoamericano.
Trabajó en cine en papeles de reparto y en los años setenta emigró a España, donde continuó su carrera. Volvió a Argentina para intervenir en el filme Sur (1987), dirigida por Pino Solanas.
Susana Mayo murió el miércoles 27 de julio de 2016 a los 77 años luego de batallar largo tiempo contra un cáncer.

## Filmografía
Actriz
- 1955: Más pobre que una laucha.
- 1955: Ensayo final, como extra
- 1958: Amor prohibido (filmada en 1955).
- 1959: Salitre.
- 1960: Los de la mesa 10.
- 1960: La patota, como la enfermera
- 1960: Un guapo del 900.
- 1962: Huis Clos (A puerta cerrada), inédita; como Florence
- 1962: Dar la cara.
- 1963: Placeres conyugales, como Luisita
- 1966: Escala musical.
- 1967: El hombre invisible ataca.
- 1968: Asalto a la ciudad, como la mujer de Julián
- 1968: El novicio rebelde, como Mercedes
- 1971: En una playa junto al mar.
- 1971: Simplemente una rosa.
- 1973: No encontré rosas para mi madre.
- 1974: Una libélula para cada muerto, como Claudia Volpini
- 1975: Bienvenido, Mister Krif.
- 1976: A la legión le gustan las mujeres... y a las mujeres, les gusta la legión, como Matilde
- 1977: Abortar en Londres.
- 1977: Vota a Gundisalvo.
- 1977: Dos hombres y, en medio, dos mujeres.
- 1977: ¿Y ahora qué, señor fiscal?
- 1980: ...Y al tercer año, resucitó, como La Maña
- 1987: Sur, como Coca
- 1989: L'isola alla deriva.
- 2007: Concursante, como Asunción

## Televisión
- 1970: Esto es teatro.
- 1971: El amor tiene cara de mujer
- 1971/1973: Usted y Landriscina
- Esto es teatro: «Casarse con una viuda, que cosa más peliaguda» (película de televisión), como Enriqueta
- 1972: Novela (serie), capítulo «El estudiante de Salamanca».
- 1973: Estudio 1 (serie), capítulo «Una muchachita de Valladolid».